# Kriegerdenkmal Köpfleinsberg

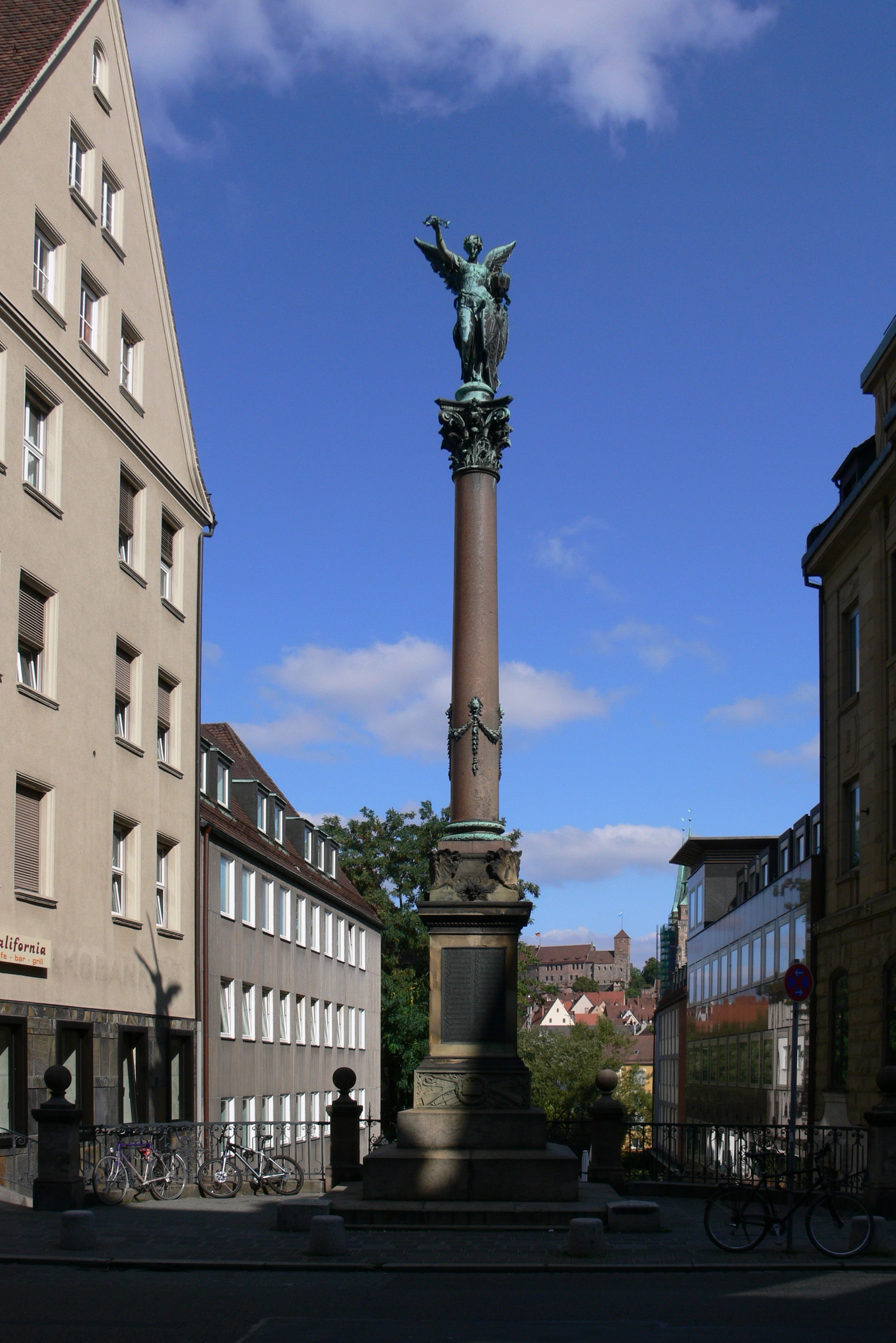
Kriegerdenkmal Köpfleinsberg, 2008

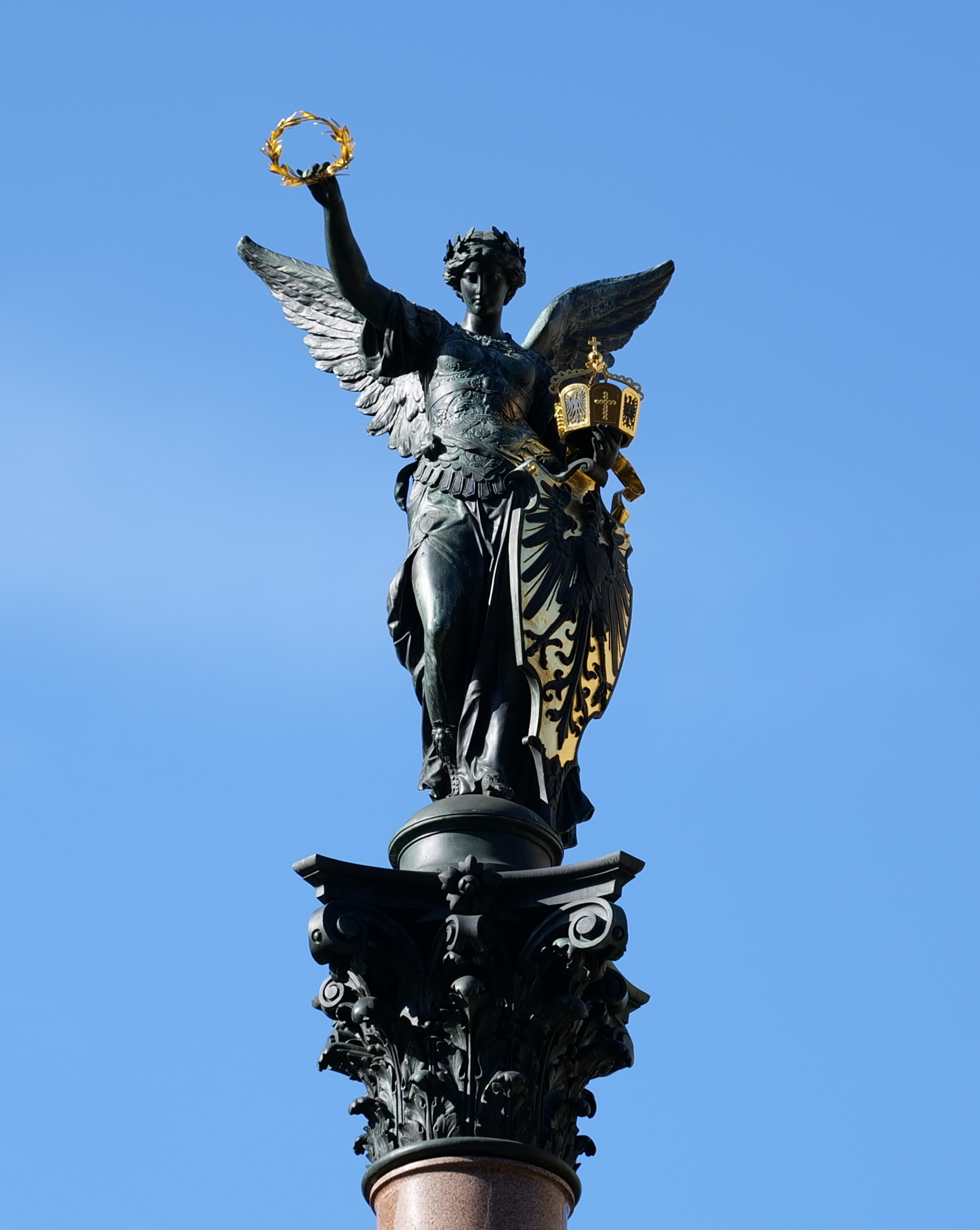
Figur der Viktoria auf dem Kriegerdenkmal Köpfleinsberg, 2021

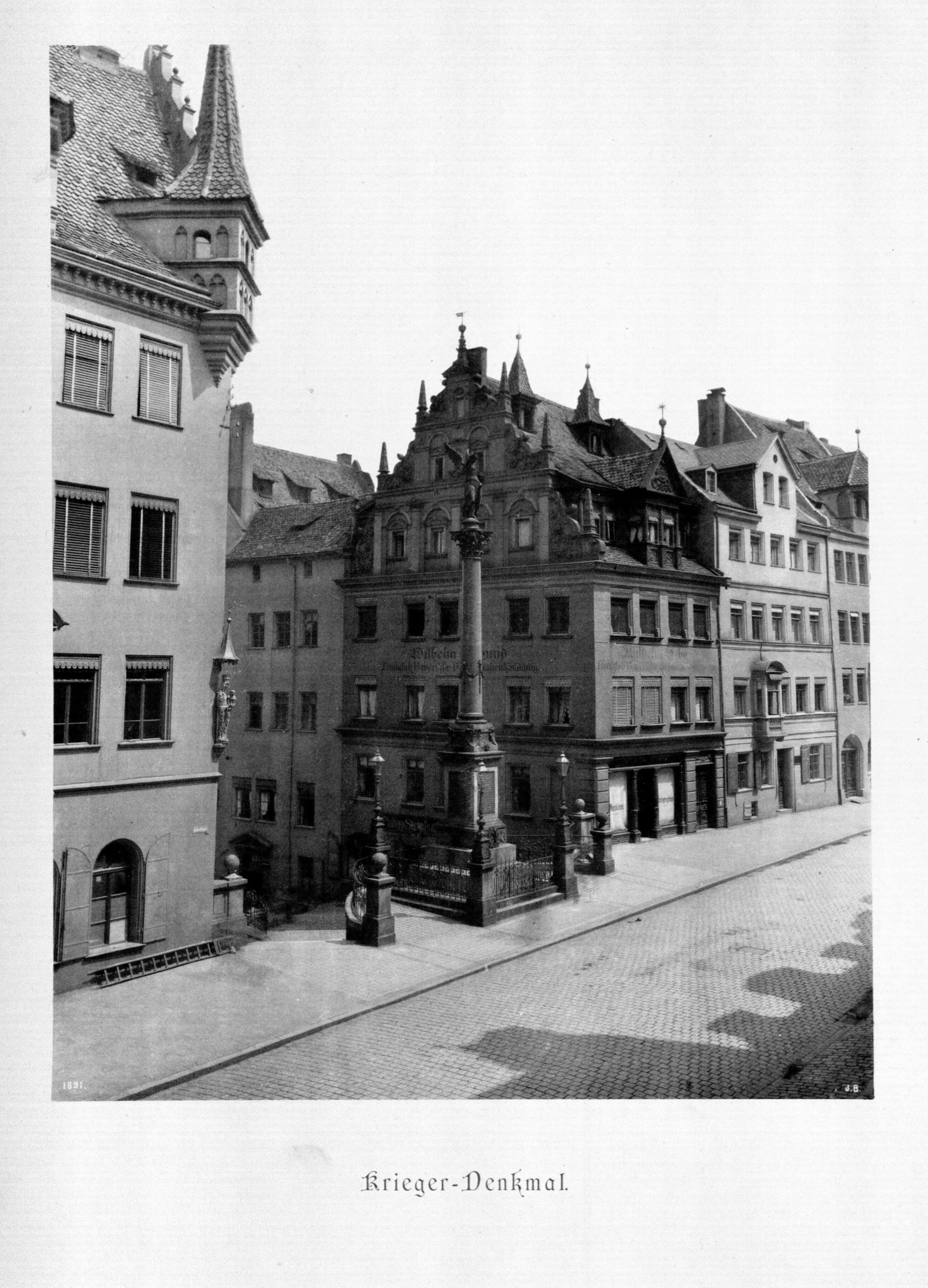
Kriegerdenkmal Köpfleinsberg, 1891

Das Kriegerdenkmal Köpfleinsberg ist ein Denkmal in der Nürnberger Altstadt. Es befindet sich am Köpfleinsberg zwischen Adlerstraße und Kaiserstraße und erinnert an die im Deutsch-Französischen Krieg von 1870/71 gefallenen Nürnberger. Motiv ist eine aus Bronze gegossene Viktoria.

## Entstehung
Die Grundsteinlegung für das Ehrenmal erfolgte am 2. September 1875, die Enthüllung fand am 24. September 1876 statt. Ursprünglich sollte die Siegessäule in größerer und aufwändigerer Ausstattung am Jakobsplatz aufgestellt werden, geringere finanzielle Mittel führten dann zu einer verkleinerten Variante und dem neuen Standort am Köpfleinsberg. Entworfen hat das Denkmal Friedrich Wanderer. Die Bronzefigur Viktoria beruht auf einem Entwurf von Johann Rößner, der Guss stammt aus der Kunstgießerei Lenz.

## Das Denkmal im Detail
Das Denkmal besitzt einen quadratischen Steinunterbau, der als Estrade gestaltet ist. Darauf befindet sich ein hoher Inschriftensockel, an dessen vier Seiten Bronzetafeln angebracht sind, auf denen die Namen der Nürnberger Gefallenen des Krieges 1870/1871 geschrieben stehen. Dieser Unterbau trägt eine schlanke korinthische Säule aus rötlichem Marmor. Auf dieser schwebt tänzelnd die Bronzefigur Viktoria mit Lorbeer und Kaiserkrone.

## Das Denkmal im Wandel der Zeit
Seit Errichtung des Kriegerdenkmals wurden den Bronzetafeln mit Namen der Gefallenen des Krieges 1870/71 weitere Gedenktafeln hinzugefügt. So findet sich dort eine Erinnerungstafel an den Boxeraufstand in China 1901, eine andere berichtet vom Kolonialkrieg zwischen 1904 und 1906 in Deutsch-Südwestafrika. Im Jahr 1998 wurde eine weitere Tafel angebracht, welche den Sinn von Kriegen insgesamt plakativ in Frage stellt und damit dem Denkmal als Siegessäule auch den Aspekt eines Mahnmals verleiht.

## Standort
Der heutige Köpfleinsberg ist ein schräg abfallender Platz in der Nürnberger Altstadt. Er verbindet die Adler- und Kaiserstraße miteinander, zwei nebeneinander verlaufende stark frequentierte Einkaufs- und Geschäftsstraßen. Die Siegessäule steht am oberen Ende einer Treppe, die vom südlichen Köpfleinsberg hinauf zur Adlerstraße läuft. Zum Zeitpunkt der Errichtung des Denkmals war der Köpfleinsberg noch unbebaut. Vom Denkmal hat man einen hervorragenden Blick auf die Nürnberger Burg.